# Peter von Segraedt
Peter von Segraedt (* 15. Jahrhundert in Aachen; † 14. November 1483 ebenda) war Schöffe und Bürgermeister der Reichsstadt Aachen.

## Leben und Wirken
Der Sohn des Bürgermeisters Statz von Segraedt, senior und der Titzel von Hochkirchen sowie Bruder von Statz, junior und Gottschalk von Segraedt folgte seinem Vater in das Schöffenkollegium und wurde als Schöffe erstmals im Jahre 1460 erwähnt. In den Jahren 1464, 1466/67, 1470, 1473, 1478 und 1482 war Segraedt Bürgermeister der Freien Reichsstadt Aachen. Darüber hinaus bekleidete Segraedt sowohl 1458 als auch 1479 das Amt des Rentmeisters und wurde zwischenzeitlich zum Schöffenmeister ernannt.
Peter von Segraedt war um 1460 Besitzer eines Hauses zwischen der Wollküche und dem „Rosenburg“ (später Rote Burg) genannten Anwesen seines Bruders Gerhard auf dem Büchel in Aachen. Weiter war er Eigentümer des Hauses op den Canel in der Jakobstraße in Aachen und der sog. Statzmühle auf dem Steinweg nach Haaren.
Peter von Segraedt war zunächst mit Anna von der Hagen, einer Tochter des Bürgermeisters Johann von der Hagen, und nach ihr mit Adelheid Overbach verheiratet. Er verstarb am 14. November 1483 und fand seine letzte Ruhestätte in der Kirche St. Paul des Dominikanerklosters Aachen. Seine Tochter Bela heiratete am 13. Januar 1487 Johann Hoen von Cartils. Mit ihr gelangte das Haus op den Canel in den Besitz dieser Familie.